# 帕里亞科查湖 (孔丘科斯區)
8°19′16.5″S 77°53′1.8″W / 8.321250°S 77.883833°W
帕里亞科查湖（Pariacocha），是秘魯的湖泊，位於該國北部安卡什大區，由帕亞斯卡省的孔丘科斯區負責管轄，處於基努阿科查湖西北面，面積0.03平方公里，海拔高度4,250米。